# Eugenia breedlovei
Eugenia breedlovei är en myrtenväxtart som beskrevs av Barrie. Eugenia breedlovei ingår i släktet Eugenia och familjen myrtenväxter. Inga underarter finns listade i Catalogue of Life.